# Аггеев, Константин Маркович
Константи́н Ма́ркович Агге́ев (Агеев; 28 мая [9 июня] 1868, село Лутово, Богородицкий уезд, Тульская губерния — 6 января 1921, Багреевка, Ялтинский уезд) — протоиерей Православной российской церкви, церковный деятель.

## Биография
Родился 28 мая (9 июня) 1868 года в крестьянской семье села Лутово Богородицкого уезда Тульской губернии.
Окончил Ефремовское духовное училище (1881), Тульскую духовную семинарию (1887) и Киевскую духовную академию со степенью кандидата богословия (1893).
Венчался с дочерью священника Марией Ивановной Чернявской; 21 августа 1893 года был рукоположён в сан диакона, на следующий день — во иерея и был назначен ключарём Успенского собора в городе Сувалки (Царство Польское), где состоял законоучителем в женской гимназии и городском начальном училище, в 1894 году награждён набедренником. Затем стал настоятелем Свято-Троицкого храма в городе Мариамполь Сувалкской губернии, законоучителем в мужской гимназии и 3-м городском начальном училище, награждён скуфьёй (1896) и камилавкой (1900).
С 1900 года — в Киеве; настоятель храма священномученицы Александры Римской при Киевском институте благородных девиц, законоучитель в нём (1900), 3-й мужской гимназии и городском училище имени К. Д. Ушинского, член Владимирского братства ревнителей православной веры, один из организаторов издательства «АКТ» (1901).
С 1903 года — в Санкт-Петербурге; настоятель храма святого Александра Невского при Александровском институте в Санкт-Петербурге, законоучитель в нём, награждён наперсным крестом (1903), участник «группы 32» священников (1905). С 1906 года настоятель церкви мученицы Татианы при мужской Ларинской гимназии, законоучитель в ней, преподаватель богословия на Высших историко-литературных и юридических женских курсах (с 01.08.1906), член Московского религиозно-философского общества памяти Вл. Соловьёва.
В 1907 году один из учредителей Петербургского религиозно-философского общества и Братства церковного обновления в Петербурге, член редакции журнала «Век».
В 1910 году был удостоен степени магистра богословия за диссертацию «Христианство и его отношение к благоустроению земной жизни. Опыт критического изучения и богословская оценка раскрытого К. Н. Леонтьевым понимания христианства». Основные её тезисы: эстетизм, как отвлечённое начало, является безусловно враждебным религиозному, в особенности христианскому миропониманию; христианство положительно относится к основным проявлениям прогресса. Более того: только христианское учение истинно прогрессивно, и, напротив, нет истинного прогресса без религии.
С 1911 года — профессор богословия Психоневрологического института. Был профессором кафедры истории церкви Бестужевских Высших женских курсов, Высших курсов П. Ф. Лесгафта, Института высших коммерческих знаний.
Был издателем и редактором журнала «Приходский священник» (1911—1913), член «Общества ревнителей сближения Англиканской Церкви с Православной» (1912) и Всероссийского земского союза помощи больным и раненым воинам, протоиерей (1915), председатель Учебного комитета при Синоде, делегат Всероссийского съезда деятелей духовной школы, член совета Всероссийского демократического союза духовенства и мирян, работал в I, II, X отделах Предсоборного совета (1917).
Член Поместного собора 1917—1918, участвовал во всех трёх сессиях, заместитель председателя XIII и член II, III, XII, XV, XVI, XX отделов. Избран заместителем члена Высшего Церковного Совета.
В августе 1918 года ревизовал украинские духовные учреждения, в июле 1919 года переехал в Киев, член Киевского областного комитета национального объединения России и Лиги борьбы с антисемитизмом.
В 1920 году профессор Севастопольского высшего социально-юридического института, возглавлял Союз православных верующих, директор превращенной в лазарет колонии для учителей церковно-приходских школ в посёлке Алупка, настоятель её домового храма святого Александра Невского.
4 января 1921 года на заседании чрезвычайной тройки Крымской ударной группы управления особых отделов ВЧК Южного и Юго-Западного фронтов пятьдесят восемь человек были приговорены к расстрелу, в том числе протоиерей Константин и его сын Иван; 6 января расстреляны.